# Ivo Zen
Ivo Zen (1970 in Santa Maria im Münstertal) ist ein Schweizer Dokumentarfilmregisseur. 

## Biografie

### Ausbildung
Ivo Zen wuchs als Sohn eines italienischen Einwanderers und einer Bündnerin im Münstertal auf. 1992–1996 studierte er Architektur an der Eidgenössischen Technischen Hochschule ETH Zürich, bevor er an der École supérieure des beaux-arts Genève Film studierte.

### Filme für das Fernsehen
2004 war er Mitbegründer der Produktionsfirma Alva Film, mit der er mehrere seiner eigenen Filme umsetzt. Sein Abschlussfilm Pizzet wurde 2004 am Filmfestival Visions du Réel in Nyon uraufgeführt, gefolgt von einer Vielzahl weiteren Festivals. Es war seine erste Co-Produktion mit dem Rätoromanischen Fernsehen RTR. Es folgten weitere Dokumentarfilme für RTR, darunter Mes emprim onn en il convict (2008), Films d’amaturs – Amaturs da films (2010), In’experientscha musicala (2014) und Esser da chasa – quatter dunnas da Sent (2015). Die Filme sind alle in rätoromanischer Sprache gehalten.

### Kinofilme
2016 erschien sein erster langer Kinodokumentarfilm Zaunkönig – Tagebuch einer Freundschaft, in dem er dem Tagebuch eines an Drogen verstorbenen Jugendfreundes nachgeht. Der Film wurde am Visions du réel uraufgeführt. Seine deutsche Uraufführung erfolgte im Januar 2017 im Rahmen des Max Ophüls Preises in Saarbrücken, wo der Film mit dem Preis für die beste Musik ausgezeichnet wurde.
Suot tschêl blau, sein nächster Film, kam 2020 in die Schweizer Kinos. Ivo Zen verfolgt darin weiter die Geschichte des Drogenkonsums und seiner Auswirkungen im Graubünden der 1980er Jahre, diesmal mit dem Fokus auf das Oberengadin.
Ivo Zen erhielt bereit zweimal ein Werkstipendium des Kantons Graubünden. Gemeinsam mit dem Filmemacher Mischa Hedinger war er 2017 Preisträger der ersten Runde des CH-Dokfilm-Wettbewerbs des Migros-Kulturprozents, mit dem Projekt Security.

### Filmpolitisches Engagement
Er ist seit 2018 Vorstandsmitglied des Verbands Filmregie und Drehbuch Schweiz, wo er unter anderem auch die Interessen der romanischen Filmschaffenden vertritt.

## Filmografie
- 2004: Pizzet
- 2008: Mes emprim onn en il convict (TV-Film)
- 2009: Maurus, Nadia, Flurina (TV-Film)
- 2010: Films d’amaturs – Amaturs da films (TV-Film)
- 2014: In’experientscha musicala (TV-Film)
- 2015: Esser da chasa – quatter dunnas da Sent (TV-Film)
- 2016: Zaunkönig – Tagebuch einer Freundschaft
- 2020: Suot tschêl blau